# Domenico Quaranta
Domenico Quaranta (Napoli, 13 ottobre 1920 – Cairo Montenotte, 16 aprile 1944) è stato un militare e partigiano italiano, Medaglia d'Oro al Valor Militare alla memoria.

## Biografia
Studente all'università di Napoli, nel 1941 entrò volontario nella scuola allievi ufficiali di Fano; alla fine del corso viene assegnato al 90º Reggimento Fanteria della Divisione Cosseria.
L'8 settembre, per non consegnarsi ai tedeschi, raggiunse la Val Casotto, lì si aggregò al 1º Gruppo Divisioni Alpine di Enrico Martini. Durante un rastrellamento venne catturato il 15 aprile 1944, e fucilato dopo essere stato sottoposto a tortura assieme a Innocenzo Contini, Ettore Ruocco e Pietro Augusto Dacomo.